# Cartellodes
Cartellodes is een geslacht van vlinders van de familie spanners (Geometridae), uit de onderfamilie Ennominae.

## Soorten
- C. levis Thierry-Mieg, 1893
- C. ochrea Warren, 1900
- C. olivaria Warren, 1905
- C. vulpina Dognin, 1913